# روفيتو
روفيتو ( كالابريا : Ruvìtu ) هي بلدة ومدينة في مقاطعة كوزنسا في منطقة كالابريا بجنوب إيطاليا .

## جغرافية
تقع هذا البلدة في الضاحية الغربية لمدينة كوزنسا بالقرب من سلسلة جبال سيلا . يحدها بلديات كاساليا ديل مانكو و سيلكو وكزنسة و لابانو و سان بيترو و زومبانو . و تحسب ( فرازيوني ) بوسكو ، قرية صغيرة جنوب كوزنسا.